# Acmona
Acmona (hebrejsky: עצמונה,anglicky: Atzmona) byla izraelská osada v bloku osad Chevel Jamit nacházející se v severovýchodním cípu Sinajského poloostrova poblíž břehu Středozemního moře, v těsné blízkosti jiné osady Charuvit a jihozápadně od města Jamit. Šlo o zemědělskou osadu typu mošav. Vesnice byla založena v roce 1979. Podle jiného zdroje v roce 1980, každopádně v době, kdy již platila Egyptsko-izraelská mírová smlouva, která předpokládala vyklizení izraelských osad na Sinaji a jejich návrat pod egyptskou suverenitu. Založení mošavu Acmona tak bylo gestem osadníků, kteří chtěli rozhodnutí izraelské vlády o stažení ze Sinaje zvrátit.Vesnice byla ale nakonec skutečně vystěhována v roce 1982. Obyvatelé osady pak založili jako náhradní sídlo osadu Bnej Acmon v Pásmu Gazy. I tato náhradní osada ale zanikla roku 2005 po realizaci izraelského plánu jednostranného stažení.